# Al-Mahani
Abu-Abdullah Muhammad ibn Īsa Māhānī (ابوعبدالله محمد بن عیسی ماهانی) est un mathématicien et astronome musulman né à Mahan, dans la province de Kerman, en Perse aux alentours de 820 et mort à Bagdad en 880, .
En tant qu'astronome, Al-Mahani a observé, depuis la ville de Bagdad  et à l'aide d'un astrolabe, des éclipses de lune, des éclipses solaires ainsi que des conjonctions de planètes. Des observations faites entre 854 et 866 ont été utilisées par Ibn Yunus dans son ouvrage Al-Zij al-Kabîr al-Hâkimi (La Grande table hakémite),. 
Dans ses travaux en géométrie et en algèbre, Al-Mahani a écrit un commentaire des Livres I, V, X et XIII des Éléments d'Euclide, dans lequel il traite, entre autres, des équations quadratiques et des nombres irrationnels. Il a travaillé sur un problème posé par Archimède dans son traité « De la sphère et du cylindre » consistant à découper une sphère en deux à l'aide d'un plan, de telle manière que les volumes résultant soient dans un rapport donné. Ce problème l'a mené à écrire l'équation cubique suivante :  
{\displaystyle x^{3}+c^{2}b=cx^{2}}
qu'il n'a pas su résoudre et qui a été retenue par les scientifiques musulmans comme l'équation d'Al-Mahani, .
Parmi ses autres travaux, il a aussi amélioré la traduction de Ishaq ibn Hunayn du traité « Les Sphériques » de Ménélaos d'Alexandrie, écrit un traité « Sur la connaissance de l'azimut » et un traité sur le concept de rapport.

## Dans la culture populaire
```
Al-Mahani fait une apparition dans le jeu vidéo 
Assassin's Creed: Mirage
. Le joueur doit retrouver des livres perdus, au sujet d'un traité d'astronomie.
```